# William Henry Harrison
William Henry Harrison (9 de febrer del 1773 - 4 d'abril del 1841), també conegut com a Old Tippecanoe) va ser un soldat, un polític i el novè president dels Estats Units. Va ser el primer president dels Estats Units en morir durant el seu mandat, que va durar només trenta dies; el mandat més curt d'un president dels Estats Units.
Va ser governador del Territori d'Indiana del 1800 al 1812, any en què ho va deixar per a continuar la seva carrera militar durant la Guerra de 1812.